# Ermita del Santo Cristo de la Salud (Valdemoro)
La Ermita del Santo Cristo de la Salud es un templo católico de la localidad española de Valdemoro.

## Descripción

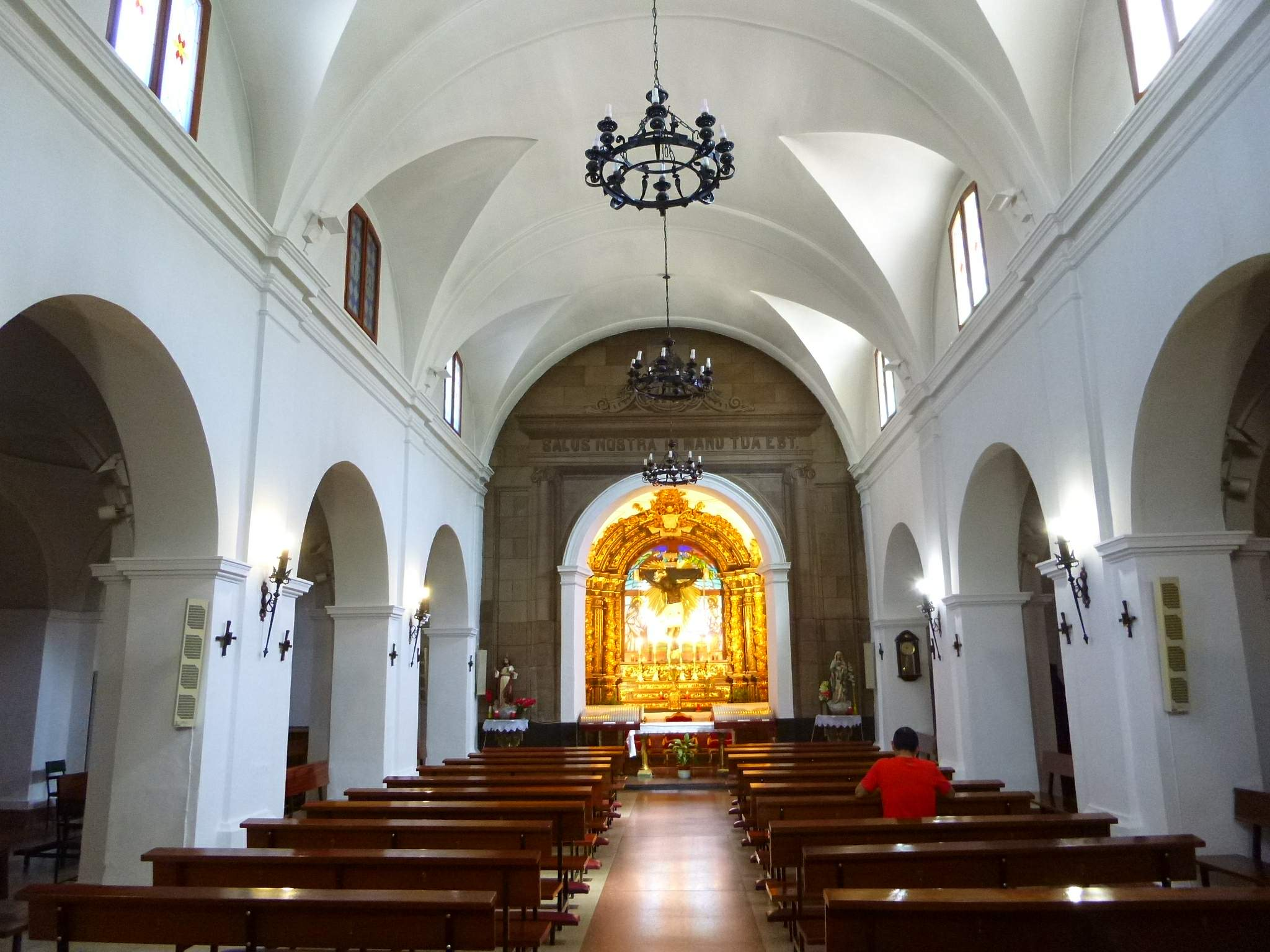
Interior de la ermita

Ubicada en el municipio madrileño de Valdemoro, se trata de una construcción barroca que, debido a las múltiples reconstrucciones sufridas, combina multitud de estilos. Consta de una nave central cubierta con bóveda de cañón y seis capillas laterales. Algunas de las capillas albergaron pequeños retablos barrocos y neoclásicos, que no se han conservado. Solo se ha conservado el retablo situado tras el altar mayor, de estilo barroco y decorado con hojas y racimos de parra y columnas salomónicas.
En su interior está la imagen del Cristo de la Salud, patrón de la localidad, fiestas que tienen lugar a principios de mayo, momento en el que sale en procesión, primeramente dirección a la Iglesia de Nuestra Señora del Rosario, para días posteriores volver de nuevo a la ermita. En esta segunda procesión, a su llegada a la calle Estrella de Elola, se produce el relevo en su porte, por miembros de la Guardia Civil. 
En uno de los laterales de la ermita está la Virgen del Pilar, la cual  dispone de un pequeño altar donde los funcionarios de Guardia Civil homenajean a su patrona.
Está incluida en el Registro General de Bienes de Interés Cultural del Ministerio de Cultura como Monumento Histórico Artístico,[cita requerida] y goza de protección integral dentro del Catálogo de Bienes y Espacios Protegidos del Plan General de Valdemoro.